# Parafia św. Andrzeja Boboli w Rudzie Śląskiej
Parafia św. Andrzeja Boboli w Rudzie Śląskiej – parafia rzymskokatolicka pod wezwaniem świętego Andrzeja Boboli w dzielnicy Wirek, w Rudzie Śląskiej, w dekanacie Kochłowice, w archidiecezji katowickiej.
Parafia została erygowana 28 maja 1937 roku.

## Rys historyczny
28 listopada 1937 roku ustanowiona została lokalia, której teren wydzielono z parafii Kochłowice i z parafii Wirek. Na wybór wezwania świątyni wpłynęła kanonizacja Andrzeja Boboli, która miała miejsce w 1938 roku. Na tymczasową kaplicę przerobiono salę kina "Słońce". Gromadzono materiały na budowę kościoła, ale tak naprawdę budowa ruszyła dopiero po wojnie. 2 października 1949 roku poświęcono część nowego kościoła, obejmującą prezbiterium z kryptą i poprzeczną nawą. Poświęcenia dokonał biskup Juliusz Bieniek. Projektantem kościoła był miejscowy gminny architekt, inż. Romuald Holeczek, konstruktorem inż. A. Galat. Witraże zostały wykonane według projektu Adama Bunscha, ucznia Józefa Mehoffera i Marii Rogi-Skąpskiej. Wykonane w krakowskiej pracowni witrażowej S.G. Żeleńskich, trzy witraże przedstawiają sceny z życia św. Andrzeja Boboli. Od 1951 roku zdobią prezbiterium wireckiej świątyni. Dalsza budowa została wstrzymana. Parafia została erygowana 28 maja 1957 roku. Kościół został poważnie uszkodzony w latach 1956-1958 wskutek eksploatacji górniczej i został wyłączony z użytku od października 1959 do grudnia 1962. Liczba parafian zmniejszyła się z ponad 4000 do około 1618 w 2020 roku.
Ze względu na fakt nieukończenia budowy według pierwotnego planu (nie wybudowano nawy) obecnie świątynia jest szersza niż dłuższa. Wybudowano przy niej 26 m wieżę, a układ w kościele zmieniono tak, by cała bryła kościoła nabrała odpowiedniego charakteru. Modernizacja kościoła została przeprowadzona pod kierunkiem Jacka Mistury. Obecne wnętrze ma geometryczne formy. 11 marca 2001 roku z udziałem 12 kapłanów, pod przewodnictwem biskupa Gerarda Bernackiego, odbyła się uroczystość poświęcenia dzwonów i wieży. Dzwony ufundowali parafianie, a odlała je ludwisarnia Felczyńskich z Taciszowa. Największy dzwon nazywany św. Andrzej Bobola waży 420 kg, dzwon Maryja - 280 kg, dzwon Józef - 190 kg. Gdy poświęcono kościół w 1949 roku jako młody wikary został skierowany do Wirku ksiądz Jan Kapołka. W kościele wireckim był bardzo krótko, tylko do marca 1950 roku. Ksiądz Kapołka był budowniczym pierwszego kościoła pod wezwaniem Jana Chrzciciela w Nowych Tychach.

## Proboszczowie
- Eugeniusz Kuczera, kuratus 1937–1940[4]
- Jerzy Zieliński, subststytut 1940–1945[4]
- Wilhelm Pluta, kuratus 1945–1946 (późniejszy biskup gorzowski)[4]
- Teodor Gałązka, kuratus 1946–1947[4]
- Walter Linke, administrator 1957–1959[4]
- Ryszard Kirstein, administrator (1959–1966), proboszcz (1966–1993)[4]
- Bogusław Matuła, administrator (1993–1995), proboszcz (1995–2014)[4]
- Piotr Wenzel, proboszcz (od 2014)[4]

## Kalendarium parafii
- 26.09.1937 ks. Kuczera odprawił pierwszą mszę w kaplicy przy 1 Maja[1]
- 30.09.1937 pierwszy chrzest w parafii
- 17.11.1937 biskup Stanisław Adamski powołał ośrodek duszpasterski w Nowej Wsi
- 05.12.1937 ks. Kuczera powołał pierwszą Radę Parafialną
- 03.08.1938 wyruszyła delegacja parafii po relikwie św. Andrzeja Boboli do Częstochowy
- 12.10.1938 pierwsza wizyta pasterska ks. Biskupa Juliusza Bieńka
- 08.12.1938 pierwsze przewłaszczenie gruntów pod cmentarz
- 04.06.1940 pismem Kurii Diecezjalnej powołany zostaje nowy kuratus ks. Jerzy Zieliński
- 17.05.1945 stanowisko kuratusa obejmuje ks. Wilhelm Pluta
- 04.06.1945 pierwsze „zewnętrzne” uroczystości Bożego Ciała
- 22.07.1945 przychodzi do parafii pierwszy wikary ks. Wilhelm Imiołczyk
- 30.09.1947 powołano Komitet Budowy Kościoła
- 28.01.1948 pierwsze przewłaszczenie gruntów pod budowę nowego kościoła parafialnego
- 18.05.1948 przewrócono pierwszą skibę pod budowę probostwa
- 04.08.1948 parafia uzyskała dzierżawę gruntu pod budowę kościoła od Rudzkiego ZPW
- 27.11.1948 utworzenie chóru kościelnego
- 22.05.1949 pierwszy odpust w nowym kościele
- 01.10.1949 poświęcenia kamienia węgielnego i części kościoła przez biskupa Juliusza Bieńka
- 16.01.1950 odprawiono dwie ostatnie msze św. w kaplicy na rogu 1 Maja i Bielszowickiej
- 27.01.1957 pożegnanie budowniczego kościoła ks. Teodora Gałązki
- 01.02.1957 parafię obejmuje ks. Walter Linke
- 28.05.1957 ks. Biskup Stanisław Adamski orzekł dekretem kurację św. Andrzeja Boboli jako parafię nieusuwalną
- 15.09.1959 administrację w parafii obejmuje ks. Ryszard Kirstein
- 07.10.1959 przeniesiono Najświętszy Sakrament do krypty i tam rozpoczęto odprawianie nabożeństw
- 08.12.1962 ponownie przeniesiono Najświętszy Sakrament do kościoła po remoncie
- 15.03.1967 Dzień Nawiedzenia parafii przez Matkę Boską Częstochowską – peregrynacja pustych ram
- 06.07.1968 ustawiono w kościele nowy mahoniowy ołtarz
- 15.08.1969 w kościele po raz pierwszy rozbrzmiały nowe organy elektryczne nadesłane z Holandii dzięki staraniom ks. Gołąbka
- 17.01.1980 trwały pracy związane z usuwaniem szkód górniczych w krypcie i  na probostwie. Prace finansowała kopalnia „Halemba”
- 03.09.1981 posługę rozpoczął nowy wikary ks. Jan Drzyzga
- 03.09.1983 posługę rozpoczął ks. Franciszek Skaźnik
- 24.05.1985 poświęcono nowy krzyż na cmentarzu wykonany przez Wypióra – stolarza z ul. 1 Maja
- 22.03.1987 posługę w parafii rozpoczął ks. Stanisław Kołodziej
- 02.04.1989 ks. Ryszard Kirstein obchodzi 40-lecie święceń kapłańskich
- 23.08.1993 po 35 latach pracy odszedł na emeryturę ks. proboszcz Ryszard Kirstein
- 30.08.1993 parafia przywitała nowego administratora ks. Bogusława Matułę – późniejszego proboszcza
- 22.08.1994 wyruszyła z parafii I Piesza Pielgrzymka na Jasną Górę
- 16.10.1994 ukazał się pierwszy numer gazetki parafialnej „Wspólnota”
- 12.06.1995 odbył się I Festyn Rodzinny „Z serca dzieciom …”
- 11.07.1995 odbyły się pierwsze kolonie dla dzieci w Koniakowie
- 15.01.1996 rozpoczęto remont krypty pod kościołem
- 04.02.1996 rozpoczęto pierwsze parafialne zimowisko dzieci w Koniakowie
- 09.11.1996 została poświęcona wyremontowana kaplica modlitw codziennych
- 16.11.1996 w parafii odbyło się spotkanie redaktorów czasopism parafialnych z Archidiecezji Katowickiej
- 17.02.1997 zakończono realizację nowego stropu z płyt gipsowych w kościele
- 14.10.1997 dzień nawiedzenia parafii przez Matkę Boską Częstochowską w kopii Jasnogórskiego Obrazu
- 24.12.1997 odbyła się uroczysta pasterka w wyremontowanym kościele górnym
- 15.02.1998 Świecka Rodzina Franciszkańska obchodziła 60-lecie istnienia w parafii
- 29.05.1998 odbył się V Festyn Rodzinny w parafii pod hasłem: „Dzielmy się tym co mamy najlepszego”
- 28.06.2014 proboszczem parafii został ks. Piotr Wenzel